# Beggar’s Opera
Beggar’s Opera (ab dem zweiten Album Beggars Opera) ist eine britische Progressive-Rock-Gruppe, die aus Schottland stammt und vor allem in den 1970ern erfolgreich war. Der Bandname bezieht sich auf das satirische Singspiel The Beggar’s Opera von John Gay.

## Geschichte
Die 1969 in Glasgow gegründete Band unterzeichnete einen Plattenvertrag bei Vertigo Records, veröffentlichte vier Alben und trennte sich bereits 1974 wieder. Mitte der 1970er Jahre vereinigte Gordon Sellar die Band erneut und nahm einige Alben auf, die nur in Deutschland erschienen.
Zwischen 1970 und 1973 veröffentlichten Beggar’s Opera ihre erfolgreichsten drei Alben. Act One war sehr stark von klassischer Musik beeinflusst und enthält eine Bearbeitung der Ouvertüre von Franz von Suppés Operette Light Cavalry. Waters of Change erhielt durch den Einsatz von Virginia Scott (am Mellotron) ein folkloristisches Flair.
Der größte Erfolg der Band war der acht Minuten lange Song Time Machine; dieses Lied fand auch in den Beatclubs Beachtung und es wurde gerne dazu getanzt.
Auf Pathfinder, dem dritten Album, gab es neben zarten Spinettklängen und rockigen Grooves wie gewohnt verträumten, melodischen Rock zu hören.
In der Folge schaffte es Beggars Opera nicht mehr, Alben einzuspielen, die eine vergleichbare Beachtung fanden. Linnie Patterson ersetzte Martin Griffiths. Inmitten der Aufnahmen zu Get Your Dog Off Me! ersetzte Colin Fairlie Raymond Wilson als Schlagzeuger.
Nach der Auflösung der Gruppe blieb ein Teil der Band als Berufsmusiker aktiv. Der erste Bassist, Marshall Erskine, arbeitete 1979 bei Rockclown Jango Edwards, im gleichen Jahr stieg sein Nachfolger Gordon Sellar bei der Alex Harvey Band ein. Der Keyboarder Alan Park war seit den 1980er Jahren musikalischer Leiter bei Cliff Richard.
1975 heirateten Virginia Scott und Ricky Gardiner und realisierten in den folgenden Jahren verschiedene Projekte, teils alleine, teils gemeinsam. Virginia Scott wandte sich der klassischen Musik zu, sie wurde für ihre Arbeiten ausgezeichnet.
Ricky Gardiner arbeitete zeitweise mit Iggy Pop und David Bowie zusammen; er schrieb den Gitarrenriff zum Song The Passenger.
Gardiner und Scott beschäftigten sich aber auch mit Meditationsmusik und mit dem Computer als Musikinstrument. Einige Jahre vor seinem Tod 2022 konnte sich Ricky Gardiner jedoch kaum noch modernen elektronischen Apparaturen nähern, da er eine erhöhte Empfindlichkeit gegen Elektrosmog entwickelt hat. Er muss unter anderem PCs, UKW-Radios und Handys fernbleiben, selbst in modernen Autos zu fahren oder im Flugzeug zu fliegen war ihm nicht mehr möglich.
Der Sohn des Sängers Martin Griffiths, Philip Griffiths, singt in der Mannheimer Progrock-Band Alias Eye. Auf dem ersten Album der Gruppe, das im Jahr 2001 erschien, befindet sich auch ein Duett mit Vater und Sohn. Neben seinem Engagement bei Alias Eye singt Philip Griffiths auch bei der Band Poor Genetic Material. Auf deren 2010 veröffentlichtem Album Island Noises (einer Vertonung von Shakespeares The Tempest) wirkt Martin Griffiths als Erzähler mit und hat auch das Artwork gestaltet. 2011 veröffentlicht Alias Eye die CD In-Between, die den Beggar’s-Opera-Hit Time Machine enthält und bei dem Martin Griffiths und Philip Griffiths gemeinsam mitwirken.
Über Ray Wilson, den wilden Mann im Kilt, ist nichts bekannt. Mehrere der ehemaligen Mitglieder der Band üben jetzt andere Berufe aus und musizieren nur noch als Hobby oder bei regionalen Veranstaltungen.

## Diskografie
- 1970: Act One
- 1971: Waters of Change
- 1972: Pathfinder
- 1973: Get Your Dog off Me!
- 1974: Sagittary
- 1975: Beggar’s Can’t Be Choosers
- 1980: Lifeline
- 1996: The Final Curtain
- 2007: Close to My Heart
- 2009: Touching the Edge
- 2010: All Tomorrows Thinking
- 2010: Suddenly Ahead Ahead
- 2011: Lose a Life
- 2011: Promise in Motion
- 2012: Mrs. Calagari's Lighter